# Primitiva
Em matemática, se {\displaystyle A} é um conjunto de números reais e {\displaystyle f} é uma função de {\displaystyle A} em {\displaystyle R}, diz-se que uma função {\displaystyle F} de {\displaystyle A} em {\displaystyle R} é uma primitiva ou antiderivada de {\displaystyle f} se a derivada de {\displaystyle F} for igual a {\displaystyle f}. Se f tiver uma primitiva, diz-se que {\displaystyle f} é primitivável. Pode-se provar que, se {\displaystyle A} for um intervalo com mais do que um ponto:
- quaisquer duas primitivas diferem por uma constante, ou seja, se F1 e F2 forem primitivas de {\displaystyle f}, então F1 − F2 é constante;
- se {\displaystyle f} for contínua então f é primitivável, o que resulta do teorema fundamental do cálculo.

Quando se primitiva uma função num intervalo (aberto, fechado ou semiaberto) obtém-se uma família de primitivas na forma:
{\displaystyle \int f(x)dx=F(x)+C,C\in \mathbb {R} }

## Primitivas básicas
Para fazer primitivas básicas de uma função é preciso ter o domínio de derivadas, pois este fato é preponderante, tendo uma função {\displaystyle F(x)} na qual sua primitiva básica será uma função {\displaystyle f(x)+C}, em que {\displaystyle C} é uma constante, a derivada de {\displaystyle f(x)+C} terá como resultado a função {\displaystyle F(x)}, pode-se concluir que {\displaystyle {df \over dx}+{dC \over dx}=F(x)}
O uso de primitivas básicas é muito importante porque seus conceitos são de extrema relevância para o teorema fundamental do cálculo.
Existem várias primitivas básicas, dentre as quais:
1- a função {\displaystyle F(x)=x^{n}} em que n ≠ -1, sua primitiva geral é {\displaystyle f(x)={x^{n+1} \over n+1}+C}
2- {\displaystyle f(x)=x^{-1}} ou   {\displaystyle f(x)={1 \over x}}, então {\displaystyle F(x)=\ln(x)+C} é a primitiva geral de f(x),pois {\displaystyle f'(x)={1 \over x}=F(x)}
3 -seja {\displaystyle F(x)=e^{x}}, então {\displaystyle f(x)=e^{x}+C} é a primitiva geral, pois {\displaystyle f'(x)=e^{x}=F(x)}
4 -se {\displaystyle F(x)=b^{x}}, sua primitiva geral será  {\displaystyle f(x)={b^{x} \over \ln(x)}+C}+, pois  {\displaystyle f'(x)=b^{x}=F(x)}
5- a função {\displaystyle F(x)=\cos(x)} , sua primitiva geral é {\displaystyle f(x)=\sin(x)+C}
6- se {\displaystyle F(x)=\sin(x)}, sua primitiva geral {\displaystyle f(x)=-\cos(x)+C}
7 - {\displaystyle F(x)=\sec ^{2}(x)}, primitiva geral é {\displaystyle f(x)=\tan(x)+C}
8 - se {\displaystyle F(x)=-\csc ^{2}(x)}, sua primitiva geral é {\displaystyle f(x)=\cot(x)+C}
9- {\displaystyle F(x)=\sec(x)\cdot \tan(x)}, sua primitiva geral é {\displaystyle f(x)=\sec(x)+C}
10 - a função {\displaystyle F(x)=\csc(x)\cdot \cot(x)}, sua primitiva geral é {\displaystyle f(x)=\csc(x)+C}
11-seja {\displaystyle F(x)+G(x)}, {\displaystyle Z(x)-H(x)} ou {\displaystyle V(x)+J(x)-W(x)}, suas primitivas são {\displaystyle f(x)+g(x)+C}, 
{\displaystyle z(x)-h(x)+c} e {\displaystyle v(x)+j(x)-w(x)+C}

## Exemplo no cálculo de uma primitiva
1) {\displaystyle F(x)=x^{2}}
{\displaystyle f(x)={x^{(2+1)} \over {(2+1)}}+C={X^{3} \over 3}+C}

2) {\displaystyle G(x)=\sec ^{2}}
{\displaystyle g(x)=\tan(x)+C}

3) {\displaystyle H(x)-K(x)=e^{x}-\cos(x)}
{\displaystyle h(x)-k(x)=e^{x}-\sin(x)+C}

4) {\displaystyle F(x)+G(x)={1 \over x}+x^{n}}, sua primitiva geral é {\displaystyle f(x)+g(x)=\ln(x)+{x^{n+1} \over n+1}+C}
{\displaystyle Z(x)-H(x)=\cos {\dot {(}}x)-e^{x}}, sua primitiva geral é {\displaystyle z(x)-h(x)=\sin(x)-e^{x}+C}
{\displaystyle V(x)+J(x)-W(x)=\sin(x)+b^{x}-e^{x}}, sua primitiva geral é {\displaystyle v(x)+j(x)-w(x)=-\cos(x)+{b^{x} \over \ln(x)}-e^{x}+C}
4) {\displaystyle Psen{\sqrt {x}}}
Usaremos os métodos da primitivação por substituição e da primitivação por partes.
Façamos a seguinte substituição: {\displaystyle {\sqrt {x}}=t}
Temos então que:
{\displaystyle x=t^{2}\ \ {\frac {dx}{dt}}=2t}
Substituindo ficamos então com:
{\displaystyle Psen{\sqrt {x}}=Psen{(t)}2t}
Aplicamos agora a primitivação por partes
{\displaystyle u'=sen{t}\ \ u=-cos{t}}

{\displaystyle v=2t\ \ v'=2}
{\displaystyle Psen{(t)}2t=-cos(t)2t-P2(-cos(t))=-cos(t)2t+2Pcos(t)=}

{\displaystyle =-cos(t)2t+2.sen(t)+C=2(-t.cos(t)+sen(t))+C}
fazendo agora a substituição inicial {\displaystyle t={\sqrt {x}}} temos o resultado final:
{\displaystyle Psen{\sqrt {x}}=2(-{\sqrt {x}}.cos{\sqrt {x}}+sen{\sqrt {x}})+C}